# Scolopendra multidens
Scolopendra multidens är en mångfotingart som beskrevs av Newport 1844. Scolopendra multidens ingår i släktet Scolopendra och familjen Scolopendridae.
Artens utbredningsområde är:
- Filippinerna.
- Taiwan.

Inga underarter finns listade i Catalogue of Life.